# Artothek (Köln)

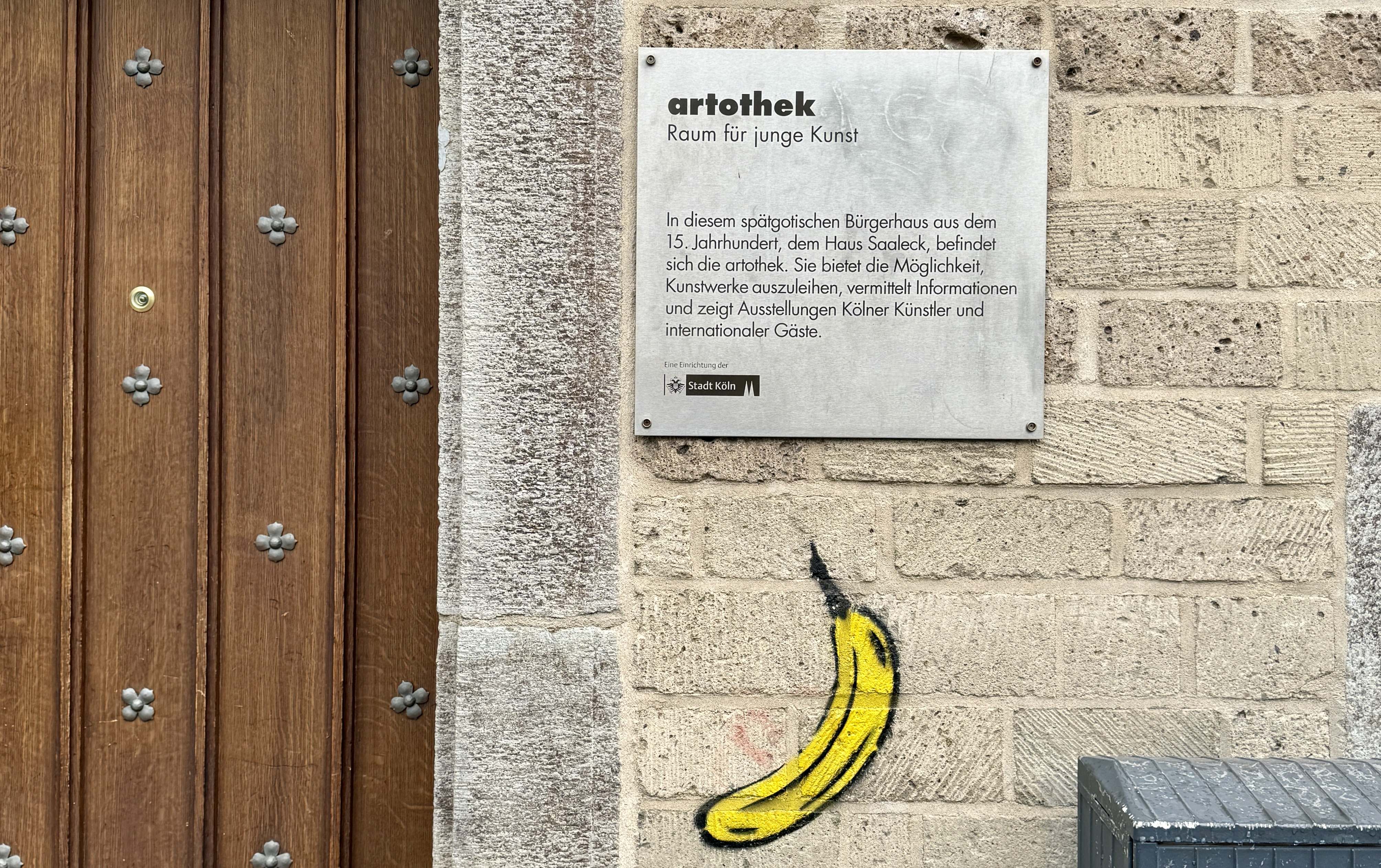
artothek Köln (2024)

Die artothek (lat. ars, artis = „die Kunst“; griech. theke = „der Ort“) in Köln befindet sich im Haus Saaleck, einem spätgotischen Bürgerhaus aus dem 15. Jahrhundert, südlich des Kölner Doms. Sie bietet seit 1973 die Möglichkeit, Werke aktueller Kunst auszuleihen. Ihre Sammlung mit einem Bestand von mehr als 1500 Werken umfasst Kunstwerke internationaler und Kölner Künstler verschiedener Stilrichtungen und Techniken. Die Bilder sind fachgerecht gerahmt und verpackt und können für einen Zeitraum von zehn Wochen mit nach Hause genommen werden. Die artothek ist seit dem Jahr 2008 dem Kulturamt der Stadt Köln angegliedert.

## Geschichte

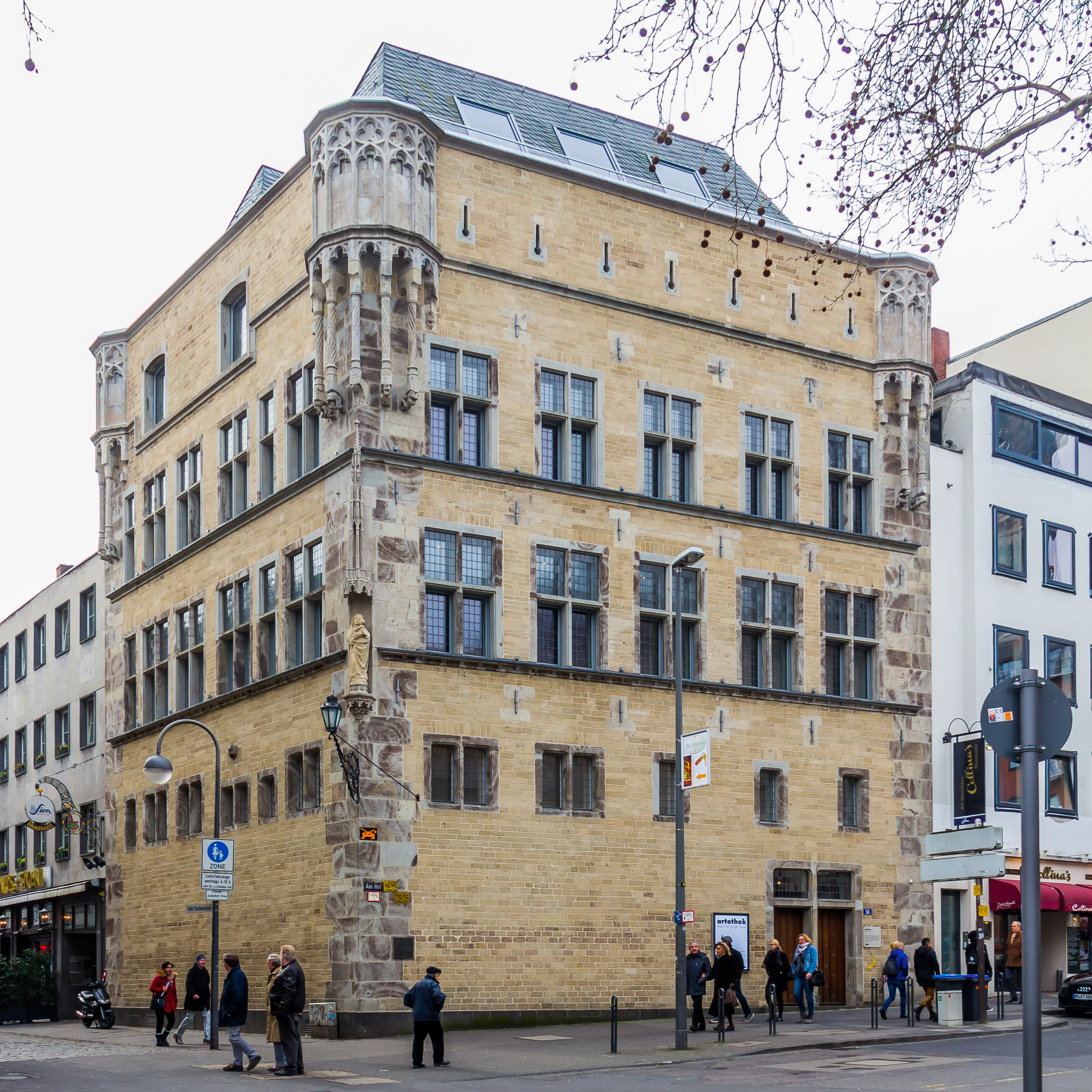
Sitz der artothek im Haus Saaleck (2016)

Zu Beginn war die artothek ein Experiment, das auf der Idee des Kunsthistorikers und Direktors der Stadtbücherei Horst-Johannes Tümmers beruhte, zeitgenössische Kunst ähnlich wie Bücher auszuleihen. In einem spätgotischen Bürgerhaus aus dem 15. Jahrhundert im Zentrum der Stadt wurde ein Ort für die artothek gefunden. Von Beginn an wurde auf eine Zusammenarbeit mit dem Kölnischen Kunstverein und dem Museum Ludwig gesetzt. Des Weiteren wurde seitens der artothek großer Wert auf die Kommunikation mit Galerien und Künstlern in ihren Ateliers gelegt. Bereits kurz nach ihrer Gründung initiierte die artothek ihr Ausstellungsprogramm.

## Verein „Freunde der artothek Köln“
Die artothek Köln wird seit 1994 vom Verein „Freunde der artothek Köln“ e. V. unterstützt. Dies geschah nach der erfolgreichen Initiative „Rettet die artothek“, welche deren Schließung verhindert hatte.
Seit dem Jahr 2013 wird seitens der „Freunde“ ein eigener Kunstpreis, der „Horizont Raum“, vergeben. Im Rahmen dessen werden die Arbeiten, die sich mit dem Architektur-Raum der artothek als „Ganzes“ beschäftigen, mit einem Preisgeld von bis zu 5000 Euro ausgezeichnet. Die Bewerbung erfolgt durch die von einer Fachjury für eine Ausstellung in der artothek ausgewählten Künstlerinnen und Künstler.
Jährlich präsentieren sich die Freunde mit einem Stand auf der Art Cologne. Der Erlös der dort gezeigten Jahresgabe kommt den Zielen und Aktivitäten der artothek zugute. Im Rahmen der Jahresgabe konnten wiederholt international anerkannte Künstler wie Raimund Girke, Boris Becker, Leiko Ikemura, Jürgen Klauke und Marcel Odenbach gewonnen werden.

## Ausstellungen
Ausstellungen gibt es seit 1977 in den Räumen der artothek. Sie präsentiert neben den Kölner Museen, Galerien und freien Initiativen ein Ausstellungsprogramm, das sich der Förderung junger Kunst widmet und Raum für Experimente bietet. Das Spektrum umfasst Werke aus den Bereichen Malerei, Zeichnung, Skulptur, Fotografie sowie Videoinstallationen, raumbezogene Arbeiten und Performances. Zu den vertretenen Künstlern zählen sowohl lokale Akteure als auch internationale Gäste.
Die Ausstellungen folgen keinem festen Konzept. Zu Beginn waren es nahezu ausschließlich Künstler aus Köln, die in der artothek ausstellten. Im Laufe der Zeit wurden auch internationale Gäste regelmäßig in die Ausstellungsreihe integriert.
Die Qualität und Kontinuität des Programms wird durch eine wechselnde Fachjury gewährleistet, der unter anderem Kuratoren des Kolumba, des Museum Ludwig und des Kölnischen Kunstvereins angehören. Die Jury trifft sich jährlich, um über das kommende Programm zu entscheiden.

## Raum für junge Kunst
Die artothek – Raum für junge Kunst – fungiert neben der Ausleihe zeitgenössischer Kunstwerke als Ort für Ausstellungen Kölner Künstler sowie internationaler Gäste. Das übergeordnete Ziel der Institution ist die Förderung und Vermittlung junger Kunst.
Die artothek bietet ihren Nutzerinnen und Nutzern Orientierungshilfen zu den ausleihbaren Werken, informiert mittels eines Archivs über die lokale Kunstszene und hält eine Auswahl aktueller internationaler Kunstzeitschriften zur Ansicht bereit.